# Hagelstormen i Sydney 1999

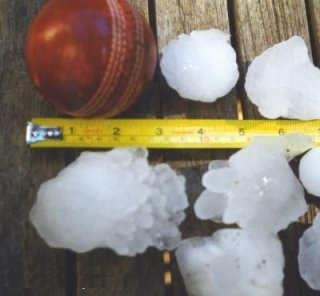
Bilden visar storleken på haglen som kom under stormen.

Hagelstormen i Sydney 1999 var en naturkatastrof (hagelstorm) som orsakade stor skada längs med New South Wales östkust i Australien. Stormen utvecklades söder om Sydney på eftermiddagen den 14 april 1999 och drabbade stadens östra förorter och affärsdistriktet senare samma kväll.